# Aedes bolensis
Aedes bolensis är en tvåvingeart som beskrevs av Edwards 1936. Aedes bolensis ingår i släktet Aedes och familjen stickmyggor. Inga underarter finns listade i Catalogue of Life.